# كلاديون
الكَلدوم أو أذان الفيل أو الكلاديون (الاسم العلمي:Caladium) هو جنس من النباتات يتبع الفصيلة اللوفية من رتبة المزماريات.

## أنواع الكلاديون
- كلاديون ثلاثي
- كلاديون ثنائي اللون
- كلاديون جذاب
- كلاديون جميل
- كلاديون دبوسي
- كلاديون درني
- كلاديون زائدي
- كلاديون زمردي
- كلاديون سامحة
- كلاديون شومبوركي
- كلاديون فاتن
- كلاديون ليندني
- كلاديون مزرق
- كلاديون همبولدي
- (الاسم العلمي:Caladium albanense)
- (الاسم العلمي:Caladium albo-punctatissimum)
- (الاسم العلمي:Caladium andreanum)
- (الاسم العلمي:Caladium baraquini)
- (الاسم العلمي:Caladium barilletii)
- (الاسم العلمي:Caladium bauersii)
- (الاسم العلمي:Caladium bongniartii)
- (الاسم العلمي:Caladium echkartii)
- (الاسم العلمي:Caladium lilliputianum)
- (الاسم العلمي:Caladium lilliputiense)
- (الاسم العلمي:Caladium lindenii)
- (الاسم العلمي:Caladium macrotites)
- (الاسم العلمي:Caladium marantaefolium)
- (الاسم العلمي:Caladium palacioanum)
- (الاسم العلمي:Caladium pendulinum)
- (الاسم العلمي:Caladium picturatum)
- (الاسم العلمي:Caladium platyneuron)
- (الاسم العلمي:Caladium steyermarkii)

## معرض صور

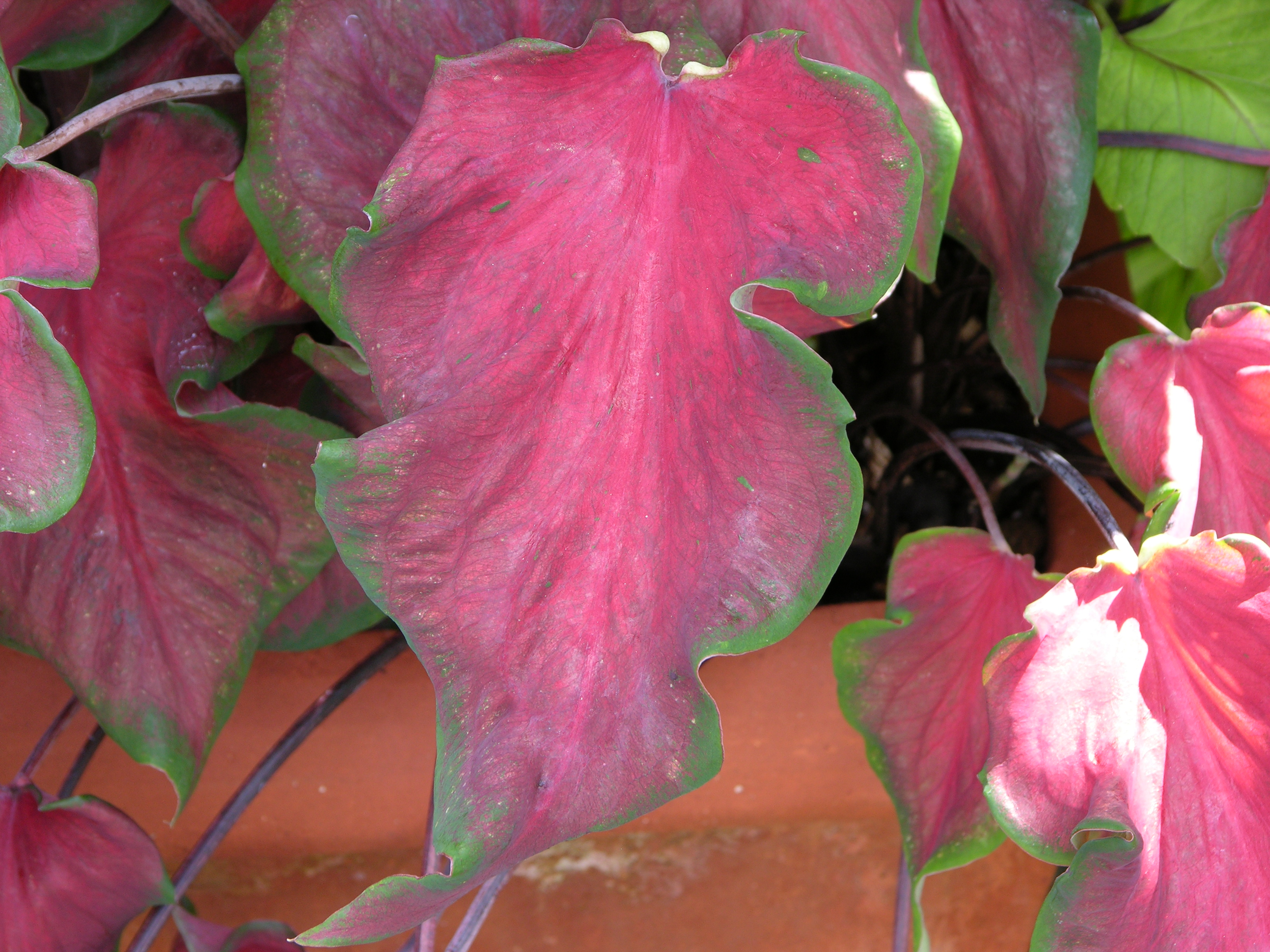
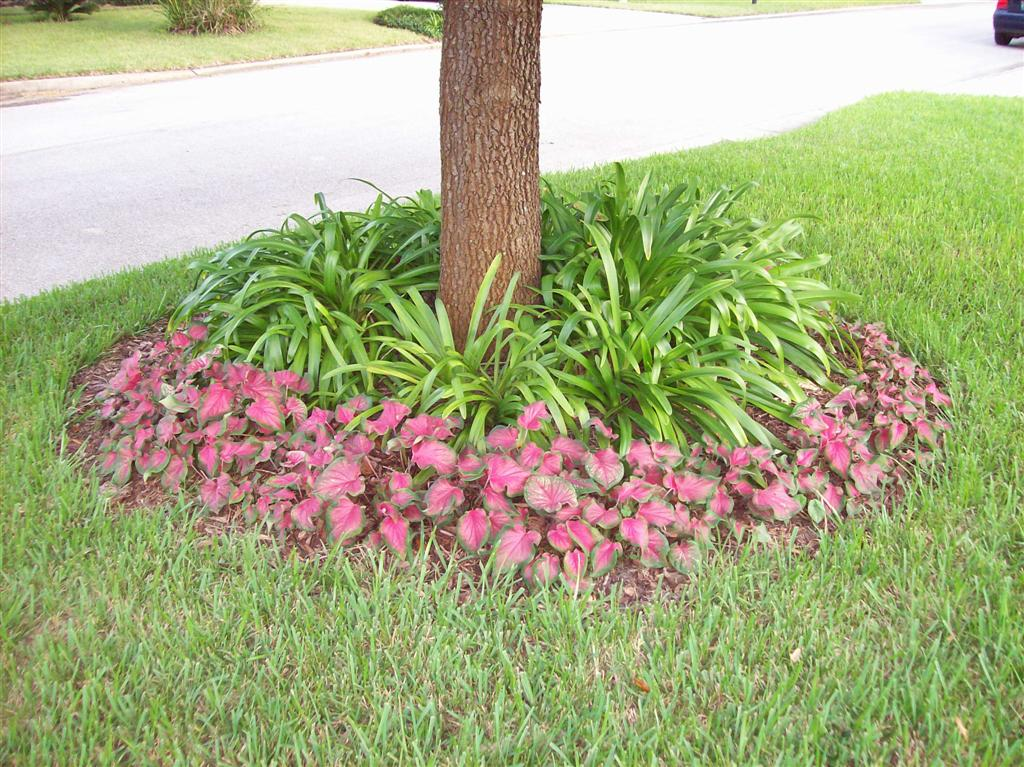
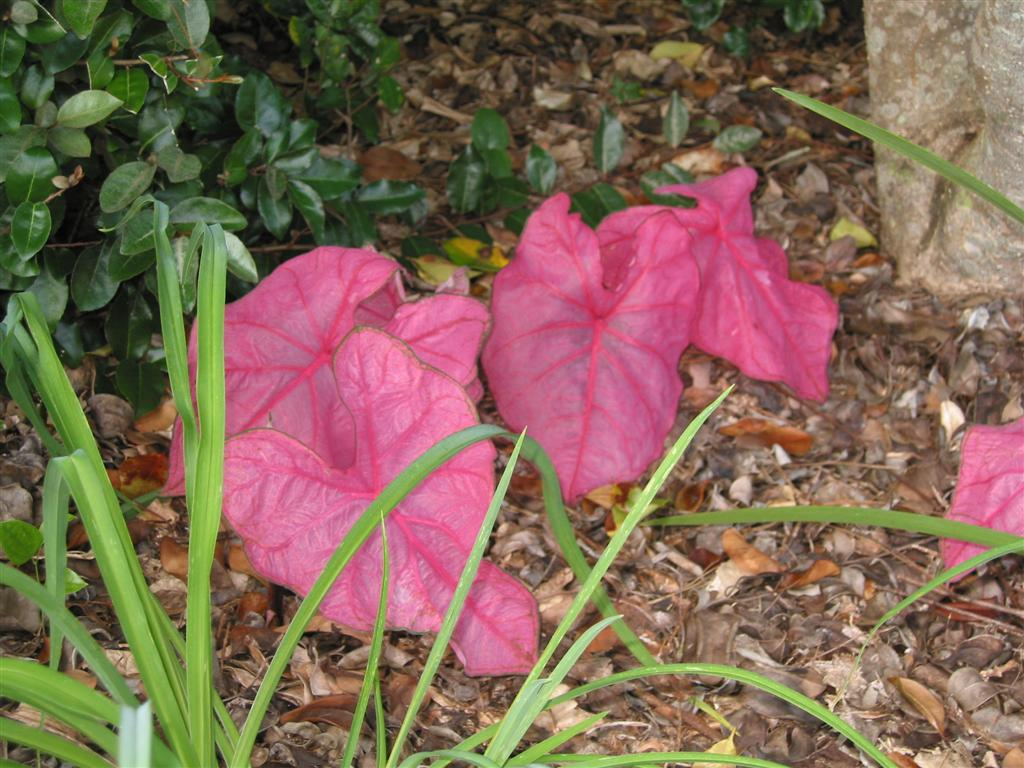
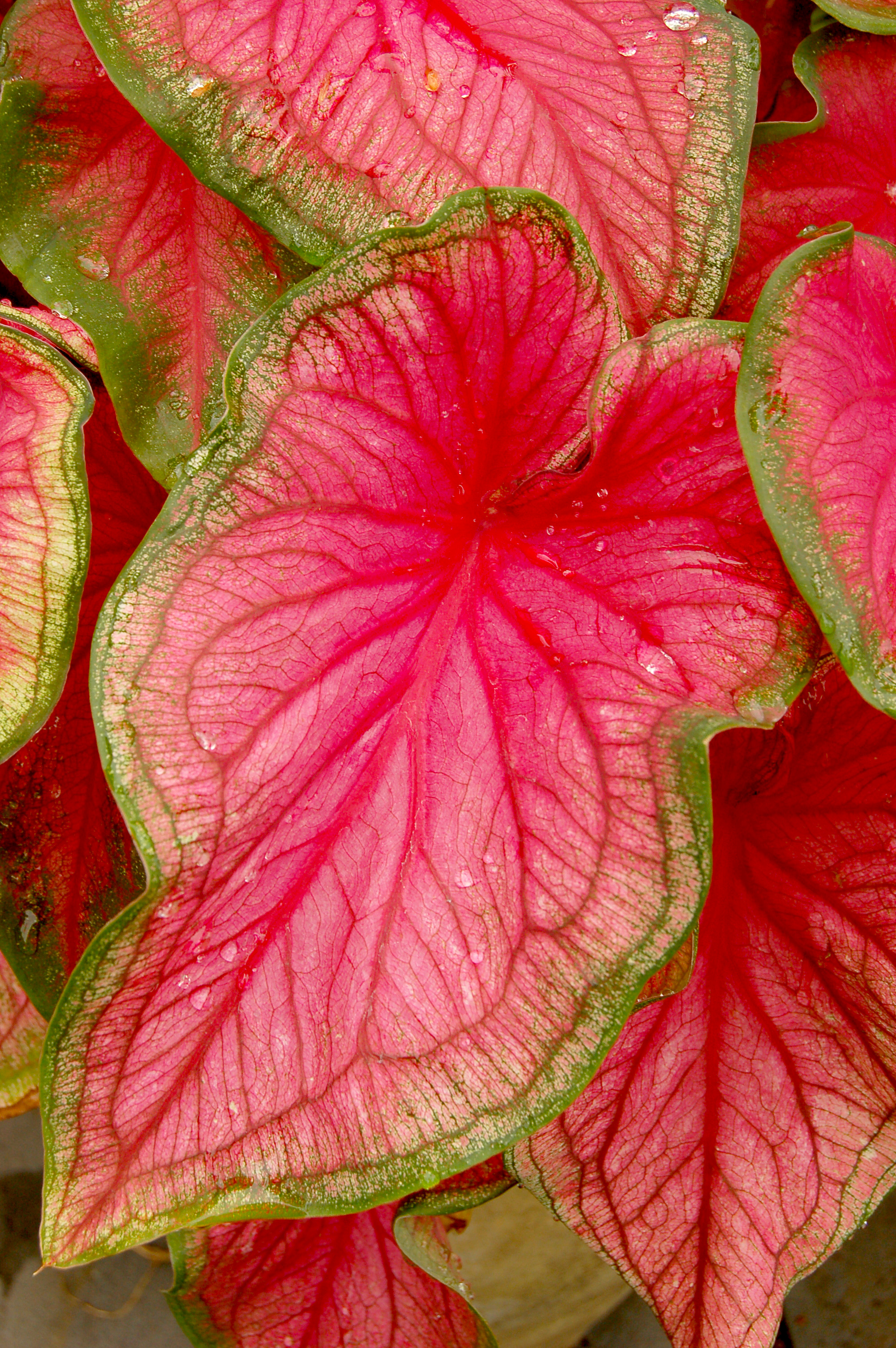
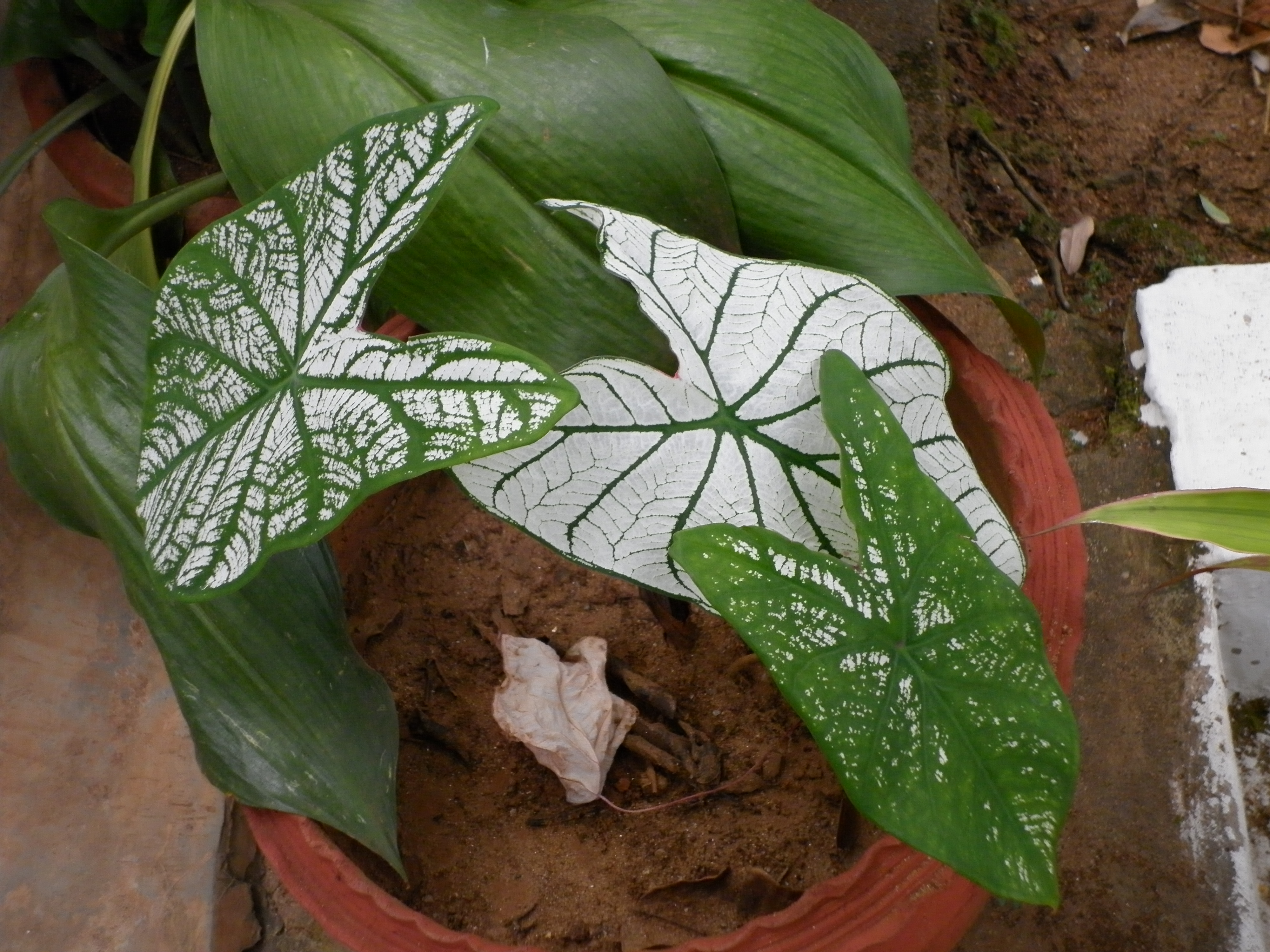
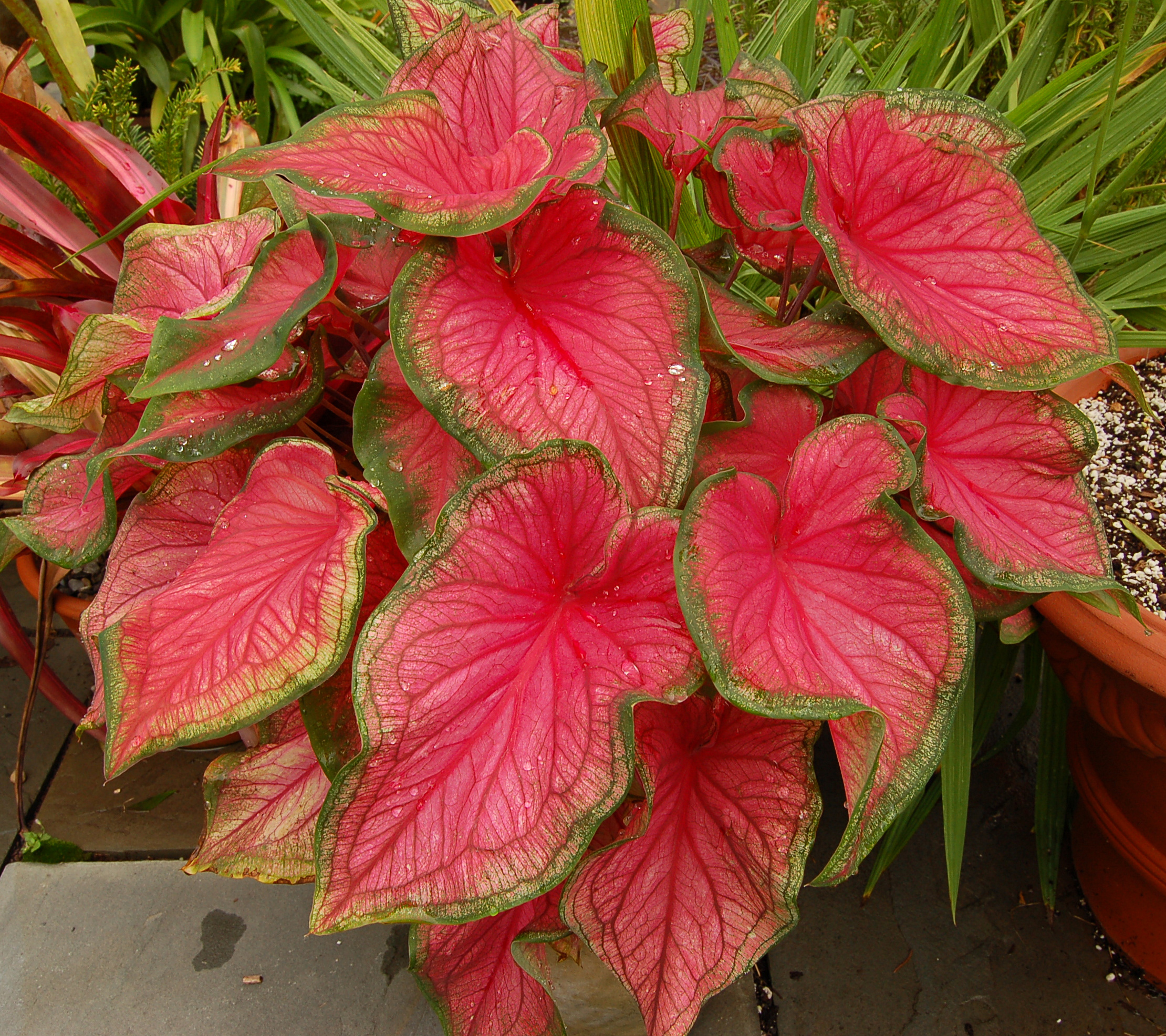